# Yahoo! Directory
De Yahoo! Directory was een linkpagina die op een gegeven moment DMOZ evenaarde in grootte. De linkpagina was Yahoo!'s eerste aanbod. Toen Yahoo! veranderde naar lijsten gebaseerd op Spiders voor zijn hoofd resultaten in oktober 2002, daalde de betekenis van de door mensen bewerkte linkpagina, maar werd nog steeds geüpdatet in april 2014. Gebruikers konden door duizenden lijsten bladeren die werden verdeeld in 7 of meer lagen. Als een gebruikers bijvoorbeeld zocht voor een website over schaken dan konden ze een pad volgen zoals: recreatie → spellen → bordspellen → schaken.
Op 26 september 2014 meldde Yahoo! dat het de website zou sluiten op 21 december 2014. Dit was een vervolg op het sluiten van een aantal specifieke linkpagina's gericht op bepaalde landen in 2010.